# Mindanaospökuggla
Mindanaospökuggla (Ninox spilocephala) är en fågel i familjen ugglor inom ordningen ugglefåglar.

## Utseende och läte
Mindanaospökugglan är en rätt liten uggla. Den är mörkbryn på huvud och ovansidan, med fläckar på vingarna. Undertill syns rödbrunt bröst och vit buk med breda rödbruna längsgående strimmor. Ögonen är gulaktiga. Arten liknar chokladspökugglan, men är mycket mindre och saknar vitt på bröstet. Sången består av tre toner, med första och andra tonen böjda, återgiven i engelsk litteratur som "boo-woo! boo!".

## Utbredning och systematik
Arten förekommer i Filippinerna på öarna Basilan, Mindanao, Siargao och Dinagat. Tidigare fördes arten till luzonspökuggla (Ninox philippensis) som då kallades filippinsk spökuggla på svenska.

## Status
Mindanaospökugglan tros minska relativt kraftigt i antal, till följd av skogsavverkning till förmån för jordbruk, guldgruvor, betesmarker och timmer. Internationella naturvårdsunionen IUCN kategoriserar arten som nära hotad.